# USS Willmarth (DE-638)
USS Willmarth (DE-638) là một tàu hộ tống khu trục lớp Buckley được Hải quân Hoa Kỳ chế tạo trong Chiến tranh Thế giới thứ hai. Tên nó được đặt theo Thiếu úy Hải quân Kenneth Willmarth (1914-1942), người từng phục vụ trên tàu tuần dương hạng nặng Vincennes (CA-44) và đã tử trận trong Trận chiến đảo Savo vào ngày 9 tháng 8, 1942. Nó đã phục vụ cho đến khi chiến tranh kết thúc, xuất biên chế năm 1946 và bị tháo dỡ năm 1968. Willmarth được tặng thưởng bốn Ngôi sao Chiến trận do thành tích phục vụ trong Thế Chiến II.

## Thiết kế và chế tạo
Những chiếc thuộc lớp tàu hộ tống khu trục Buckley có chiều dài chung 306 ft (93 m), mạn tàu rộng 37 ft 1 in (11,30 m) và độ sâu mớn nước khi đầy tải là 11 ft 3 in (3,43 m). Chúng có trọng lượng choán nước tiêu chuẩn 1.400 tấn Anh (1.400 t); và lên đến 1.740 tấn Anh (1.770 t) khi đầy tải. Hệ thống động lực bao gồm hai turbine hơi nước General Electric công suất 13.500 mã lực (10.100 kW), dẫn động hai máy phát điện công suất 9.200 kilôwatt (12.300 hp) để vận hành hai trục chân vịt;  công suất 12.000 hp (8.900 kW) cho phép đạt được tốc độ tối đa 23 kn (26 mph; 43 km/h), và có dự trữ hành trình 6.000 nmi (6.900 mi; 11.000 km) khi di chuyển ở vận tốc đường trường 12 kn (14 mph; 22 km/h).
Vũ khí trang bị bao gồm ba pháo 3 in (76 mm)/50 cal trên tháp pháo nòng đơn có thể đối hạm hoặc phòng không, một khẩu đội 1,1 inch/75 caliber bốn nòng và tám pháo phòng không Oerlikon 20 mm. Vũ khí chống ngầm bao gồm một dàn súng cối chống tàu ngầm Hedgehog Mk. 10 (có 24 nòng và mang theo 144 quả đạn); hai đường ray Mk. 9 và tám máy phóng K3 Mk. 6 để thả mìn sâu. Khác biệt đáng kể so với lớp Evarts dẫn trước là chúng có thêm ba ống phóng ngư lôi Mark 15 21 inch (533 mm). Thủy thủ đoàn đầy đủ bao gồm 186 sĩ quan và thủy thủ.
Willmarth được đặt lườn tại xưởng tàu của hãng Bethlehem Steel Corporation tại San Francisco, California vào ngày 25 tháng 6, 1943. Nó được hạ thủy vào ngày 21 tháng 11, 1943; được đỡ đầu bởi bà Eva Willmarth, mẹ Thiếu úy Willmarth, và nhập biên chế vào ngày 13 tháng 3, 1944 dưới quyền chỉ huy của Hạm trưởng, Thiếu tá Hải quân James Grieve Thorburn, Jr.

## Lịch sử hoạt động

### Quần đảo Solomon và New Guinea
Sau khi hoàn tất chuyến đi chạy thử máy huấn luyện tại khu vực San Diego, rồi quay trở về San Francisco để được sửa chữa sau thử máy, được điều về Đội hộ tống 40. Nó rời vịnh San Francisco vào ngày 31 tháng 5, 1944 để hộ tống Đoàn tàu 2410 bao gồm bốn chiếc hướng sang quần đảo Hawaii, và đi đến Trân Châu Cảng vào ngày 9 tháng 6. Cùng với các tàu hộ tống khu trục Donaldson (DE-44) và Reynolds (DE-42), nó khởi hành vào ngày 12 tháng 6 để hộ tống cho Đoàn tàu 4212-A hướng sang khu vực quần đảo Marshall. Sau khi đi đến Eniwetok chín ngày sau đó, nó đi sang quần đảo Treasury và thả neo tại Blanche Harbor vào ngày 26 tháng 6.
Trong suốt tháng 7, Willmarth hoạt động tại khu vực Tulagi và vịnh Purvis, tuần tra và hộ tống vận tải tại chỗ ở các khu vực quần đảo Solomon và Treasury. Nó hộ tống một đoàn tàu vận tải đi Dreger Harbor, New Guinea từ ngày 1 đến ngày 5 tháng 8, rồi đi đến vịnh Milne để sửa chữa chân vịt bên mạn trái.
Lên đường đi Treasury vào ngày 24 tháng 8, radar của Willmarth bắt được một tàu lạ không xác định lúc 02 giờ 00 ngày 25 tháng 8. Nó theo dõi con tàu lạ và truy vấn nhận dạng lúc 03 giờ 35 phút khi hai bên còn cách nhau khoảng 2 mi (3,2 km). Con tàu kia không trả lời, nhưng đổi hướng để tách xa chiếc tàu khu trục và tăng tốc độ. Willmarth cũng tăng tốc lên 18 kn (33 km/h) và bước vào báo động tác chiến lúc 03 giờ 40 phút. Nó lặp lại truy vấn nhận dạng lúc 04 giờ 06 phút nhưng vẫn không được trả lời. Từ mạn trái của mục tiêu, đèn pha tìm kiếm của chiếc tàu khu trục chiếu sáng con tàu lạ, nhận ra nó là một tàu chở hàng tải trọng khoảng 8.000 đến 10.000 tấn. Ở khoảng cách chỉ có 2.500 yd (2.300 m), nó thấy rõ thủy thủ chiếc tàu hàng đang vận hành các khẩu pháo để đối phó chiếc tàu khu trục.
Willmarth mở rộng khoảng cách lên 4.000 yd (3.700 m) khi chiếc tàu hàng trả lời bằng hai mã gọi khác nhau, có thể nhằm gây bối rối cho chiếc tàu khu trục. Khi Willmarth chuẩn bị lặp lại truy vấn nhận dạng, chiếc tàu chở hàng nả pháo 3 inch (76 mm) nhắm vào nó. Chiếc tàu khu trục tăng tốc lên 20 kn (37 km/h) và mở rộng khoảng cách lên 8.000 yd (7.300 m), vẫn không bắn trả lại vì hình dạng và vị trí của con tàu lạ "rõ ràng là một tàu bạn". Hỏa lực từ chiếc tàu chở hàng bắn ra rất kém chính xác, không có phát đạn nào nhắm vào chiếc tàu khu trục rơi gần hơn 1.000 yd (910 m).
Thả neo tại Blanche Harbor trong ngày 25 tháng 8, Willmarth lại lên đường vào ngày hôm sau hộ tống tàu chuyển quân Stratford (AP-41) đi sang đảo Green, Bougainville, đến nơi vào ngày 29 tháng 8. Sau khi bảo vệ cho chiếc tàu vận chuyển đổ bộ lực lượng, nó lại tiếp tục hộ tống cho Stratford đi đến đảo Emirau và Torokina, Bougainville trước khi một mình quay lại quần đảo Treasury. Nó tiếp tục thực hành huấn luyện trong tháng 9, rồi hộ tống vận tải tại chỗ trong khu vực quần đảo Treasury cho đến tháng 10.
Cùng với tàu chị em Whitehurst (DE-634), Willmarth rời Blanche Harbor vào ngày 6 tháng 10 để hướng đến New Guinea thuộc Hà Lan. Đến nơi ba ngày sau đó, nó lên đường vào ngày 12 tháng 10, trong thành phần Đơn vị Đặc nhiệm 77.7.1, vốn bao gồm Ashtabula (AO-51), Saranac (AO-74), Chepachet (AO-78), Salamonie (AO-26), Mazama (AE-9) và tàu buôn SS Pueblo. Thành phần hộ tống còn bao gồm các tàu hộ tống khu trục chị em Witter (DE-636) và Bowers (DE-637). Tuy nhiên con tàu được tách ra vào ngày hôm sau để hộ tống cho Chepachet và SS Pueblo đi đến Kossol Passage thuộc quần đảo Palau. Đến nơi lúc 18 giờ 21 phút ngày 14 tháng 10, nó neo đậu trong hai ngày trước khi lên đường tuần tra lối ra vào cảng vào ngày 17 tháng 10. Được chiếc Lovelace (DE-198) thay phiên trong nhiệm vụ này, nó khởi hành vào sáng ngày 20 tháng 10, hộ tống cho Ashtabula, Saranac, Chepachet, Salamonie, Mazama và SS Durham Victory hướng sang khu vực Philippines; cũng trong ngày này lực lượng Đồng Minh đổ bộ lên Leyte mở đầu cho chiến dịch giải phóng Philippines.

### Chiến dịch Philippines
Đơn vị Đặc nhiệm 77.7.1 do Willmarth hộ tống đi đến khu vực đổ bộ chính vào ngày 23 tháng 10, và nó neo đậu ngoài khơi Leyte khoảng giữa hai khu vực vận chuyển phía Bắc và phía Nam, trong khi các tàu chở dầu tiếp nhiên liệu cho tàu bè thuộc Đội đặc nhiệm 77.2. Chiều tối hôm đó, nó di chuyển ra phía Đông đến khu vực neo đậu ngoài khơi vào ban đêm, và đến sáng sớm hôm sau đi đến ngoài khơi đảo Homonhon. Sau khi có tin tức máy bay đối phương đã tấn công vào phần phía Bắc của khu vực đổ bộ, con tàu di chuyển phía bên sườn đoàn tàu tiếp liệu và thả màn khói ngụy trang lúc 08 giờ 44 phút để đề phòng bị không kích. Tuy nhiên máy bay đối phương không xuất hiện ở khu vực lân cận, nên đến 13 giờ 43 phút các tàu chở dầu tiếp nối hoạt động tiếp nhiên liệu cho Đội đặc nhiệm 77.2.
Willmarth chuyển đến vùng biển ngoài khơi đảo Samar ngay trước 17 giờ 00, khi lại có báo động trực chiến phòng không lúc 17 giờ 06 phút. Sau khi chờ đợi sự xuất hiện của máy bay đối phương trong hơn một giờ, đoàn tàu dừng lại và chuẩn bị để thả neo qua đêm. Tuy nhiên lúc 18 giờ 43 phút, ba máy bay ném bom-ngư lôi Nakajima B6N "Jill" áp sát từ phía Đông ở độ cao thấp. Pháo phòng không của của con tàu đã nhắm bắn vào hai chiếc trong số đó trước khi chúng thả ngư lôi. Tàu chở dầu Ashtabula bị trúng một quả ngư lôi và chết đứng giữa biển, nhưng đội kiểm soát hư hỏng của nó đã bịt kín được lổ thủng và ngăn được việc ngập nước trong khi đoàn tàu sắp xếp lại đội hình và rời khỏi vịnh Leyte. Sau khi sửa chữa xong những hư hại, Ashtabula gia nhập trở lại đoàn tàu lúc 22 giờ 30 phút.
Cùng đoàn tàu tiếp tục di chuyển vào chiều tối hôm đó, Willmarth thay đổi hướng đi và tốc độ nhiều lần trong đêm trong vịnh Leyte cho đến sáng sớm ngày hôm sau. Bước vào báo động lúc 04 giờ 58 phút, con tàu duy trì trạng thái trực chiến phòng không hầu như suốt cả ngày hôm đó. Một giờ sau đó, hai chiếc Nakajima B6N tấn công đoàn tàu vận tải từ phía Tây, và chiếc tàu hộ tống khu trục đáp trả bằng hỏa lực phòng không 3-inch và 1,1-inch, một kẻ tấn công lướt qua phía đuôi đoàn tàu đã bị hỏa lực phòng không của các tàu hộ tống bắn cháy và rơi xuống biển. Đang khi cơ động để thả màn khói ngụy trang che khuất đoàn tàu, nó phát hiện một quả thủy lôi trôi nổi trên biển và đã phá hủy bằng hải pháo. Một chiếc B6N khác xuất hiện tại khu vực và bị nó nhắm bắn, tuy nhiên lần này kẻ tấn công đã chạy thoát.
Ba giờ sau đợt không kích sau cùng, đoàn tàu thả neo tại khu vực tiếp nhiên liệu lúc 11 giờ 52 phút; Willmarth và các tàu hộ tống khác tuần tra chống tàu ngầm chung quanh khu vực. Xế trưa hôm đó, nó lại đánh trả một đợt không kích khác, khi một máy bay đơn độc bổ nhào tấn công lúc 14 giờ 20 phút. Hỏa lực phòng không của con tàu bắn trúng cánh máy bay khiến đối thủ lộn vòng và rơi xuống biển cách con tàu khoảng 5 mi (8,0 km). Đoàn tàu rời khu vực tiếp nhiên liệu lúc 16 giờ 46 phút, tiếp tục bị máy bay đối phương quấy phá rải rác trong đêm.
Ngày hôm sau, 26 tháng 10, tiếp tục là việc lặp lại những diễn tiến của ngày hôm trước, khiến Willmarth phải bận rộn suốt cả ngày. Nó phát hiện một máy bay ném bom bổ nhào Aichi D3A "Val" đơn độc tấn công mở màn lúc 05 giờ 50 phút. Chiếc tàu hộ tống khu trục nổ súng từ khoảng cách 6.000 yd (5.500 m) nhưng không bắn trúng đối thủ. Một lát sau nó cùng các tàu hộ tống khác thả màn khói ngụy trang bảo vệ cho đoàn tàu, rồi tiếp tục tuần tra chống tàu ngầm trong khi tiến hành việc tiếp nhiên liệu. Những hoạt động tương tự được lặp lại trong ngày 27 tháng 10, trước khi nó cùng đoàn tàu rời vịnh Leyte để hướng đến Palau.
Lúc 08 giờ 00 ngày 28 tháng 10, Willmarth hộ tống các tàu chở dầu đi đến điểm hẹn cùng các tàu sân bay hộ tống thuộc Đội đặc nhiệm 77.4, và tiến hành việc tiếp nhiên liệu. Được cho tách ra lúc xế trưa, nó hộ tống các tàu chở dầu Ashtabula và Chepachet đi Kossol Roads thuộc Palau. Đến nơi vào ngày 31 tháng 10, bản thân nó được tiếp nhiên liệu từ chiếc Mascoma (AO-83). Tuy nhiên chiếc tàu hộ tống khu trục không được nghỉ ngơi lâu, khi lại phải lên đường ngay ngày hôm sau hộ tống một đoàn tàu vận tải đi Hollandia và Seeadler Harbor. Đi đến vịnh Humboldt vào ngày 4 tháng 11, nó thả neo tại đây trong hai ngày trước khi lên đường vào ngày 7 tháng 11 để hộ tống cho Đội đặc nhiệm 78.4, bao gồm tàu rải mìn HMS Ariadne (M65), các tàu săn ngầm PC-1122 và PC-1133, 12 tàu đổ bộ LSM, 4 tàu đổ bộ LCI và 8 chiếc pháo hạm LCI(G). Trong ba ngày tiếp theo nó hộ tống đoàn tàu đi đến mục tiêu: các đảo Mapia và Asia về phía Bắc Tây Papua.

### Chiến dịch Tây New Guinea
Đi gần đến khu vực tấn công vào ngày 11 tháng 11, trinh sát viên bên trên Willmarth phát hiện hỏa lực phòng không bắn lên không trúng từ 04 giờ 15 phút đến 05 giờ 30 phút, đồng thời hai máy bay xuất hiện trên màn hình radar ở khoảng cách 4 mi (6,4 km). Do đối phương không phát hiện ra đoàn tàu vì chúng đang hướng đến vị trí có hỏa lực phòng không, con tàu cũng chủ ý không nổ súng do không muốn bộc lộ vị trí của mình và sẽ trở thành mục tiêu của các đợt không kích tiếp theo. Đến 08 giờ 32 phút, nó thả neo cạnh Ariadne ở vị trí ngoài khơi bờ biển phía Nam Morotai, trong khi các tàu đổ bộ đi đến phía khác của hòn đảo để chuẩn bị cho cuộc đổ bộ lên Mapia và Asia. Nhiệm vụ của đội đặc nhiệm là thiết lập các trạm khí tượng và LORAN (LOng range Radio Aid to Navigation - trạm vô tuyến hoa tiêu tầm xa) trên các đảo này.
Vào ngày 13 tháng 11, trong khi các tàu vận chuyển cho đổ bộ lực lượng tấn công, Willmarth cùng Đội đặc nhiệm 78.14 lên đường hướng đến đảo Pegun thuộc đảo san hô Mapia. Được các tàu khu trục Shaw (DD-373) và Caldwell (DD-605) cùng tham gia lúc 05 giờ 00 ngày 15 tháng 11, nó bắn phá phần phía Nam của hòn đảo mà không gặp sự kháng cự nào, và cho đổ bộ lực lượng sau nữa giờ bắn phá. Hòn đảo dưới quyền kiểm soát của lực lượng Đồng Minh vào lúc giữa trưa; lực lượng trú đóng của đối phương trên hòn đảo chỉ còn lại khoảng 12 đến 14 binh lính Nhật đã tự sát. Một thổ dân bản địa thông thạo tiếng Anh đã cho biết hầu hết lực lượng đồn trú Nhật Bản khoảng 170 người đã rút lui sang đảo Bras vào đêm hôm trước.
Trong khi chờ đợi kế hoạch tấn công tiếp theo lên Bras, cùng thuộc đảo san hô Mapia, Willmarth hoạt động tuần tra chống tàu ngầm chung quanh các tàu đổ bộ đồng thời tìm cách kéo các tàu đổ bộ LCI đang bị vướng lại trên các rạn san hô khi thủy triều xuống thấp. Lúc 17 giờ 30 phút ngày 15 tháng 11, nó giải cứu thành công một chiếc LCI, nhưng thất bại khi cố kéo một chiếc LCI thứ hai do dây cáp bị đứt và trời đã sụp tối. Bốn chiếc pháo hạm LCI(G) và một tàu đổ bộ LCI đã phải để lại tại các rạn san hô khi đội đặc nhiệm khởi hành đi Morotai.
Sau khi đến nơi vào ngày 17 tháng 11, Willmarth được tiếp nhiên liệu từ tàu tiếp dầu Salamonie (AO-26) trước khi lại lên đường vào ngày hôm sau cùng với lực lượng tấn công Asia, bao gồm Ariadnevà hai chiếc PC hộ tống nó, bốn chiếc LCM, bốn chiếc LCI và bốn chiếc LCI(G); lực lượng đổ bộ bao gồm khoảng 400 binh lính. Đi đến ngoài khơi đảo Igi thuộc quần đảo Asia, Willmarth, Ariadne và PC-1122 tiến hành bắn phá từ 05 giờ 42 phút đến 06 giờ 19 phút ngày 19 tháng 11. Cuộc đổ bộ diễn ra sau đó theo như kế hoạch mà không gặp sự kháng cự của đối phương; tuy nhiên kết quả không mong muốn của cuộc bắn phá và tấn công chỉ là hai thổ dân bản địa bị thương và một người khác thiệt mạng, vì lực lượng Nhật Bản đồn trú đã triệt thoái và chiều tối hôm trước.
Willmarth sau đó tiếp tục hộ tống đoàn tàu vận tải đi đến Mapia, nơi các tàu đổ bộ vận chuyển nhân sự và thiết bị lên bờ đồng thời tiếp đón những đơn vị tác chiến. Sau khi công việc hoàn tất lúc 18 giờ 00 ngày 20 tháng 11, đoàn tàu vận tải chuyển sang khu vực quần đảo Asia, nơi nó hỗ trợ cho các tàu đổ bộ chuyển binh lính lên bờ trong ngày 21 tháng 11. Willmarth tiếp tục làm nhiệm vụ bảo vệ cho đến khi đội đặc nhiệm quay trở lại căn cứ Morotai lúc 12 giờ 38 phút ngày 22 tháng 11.
Trong khi phần còn lại của Đội đặc nhiệm 78.14 rời Morotai vào ngày 23 tháng 11, Willmarth ở lại để hộ tống bảo vệ cho các chiếc LSM-205 và LSM-314 chất thiết bị của các lực lượng tấn công Asia và Mapia. Sau đó nó hộ tống các tàu đổ bộ này đi Hollandia, nơi chúng chất dỡ hàng hóa. Trong ba ngày tiếp theo, Willmarth tiếp tục nhiệm vụ hộ tống hai chiếc tàu đổ bộ thực hiện những chuyến khứ hồi vận tải thiết bị đến Asia và Mapia.
Vào ngày 1 tháng 12, Willmarth cùng Đội hộ tống 40 lên đường đi Manus thuộc quần đảo Admiralty, nơi họ được phối thuộc cùng Hải đội Phục vụ 4. Sau khi đi đến Seeadler Harbor vào ngày hôm sau, con tàu trải qua ba tháng tiếp theo hoạt động hộ tống vận tải tại chỗ trong khu vực Manus, Ulithi, Hollandia và Palau. Đến ngày 4 tháng 3, 1945, nó trình diện để phục vụ cùng Tư lệnh Đệ Ngũ hạm đội, và đã tuần tra chống tàu ngầm tại khu vực Palaus từ ngày 5 đến ngày 18 tháng 3, trước khi được gửi đến Ulithi để tiếp liệu và tiếp nhiên liệu.

### Chiến dịch Okinawa
Tại Ulithi, Willmarth được điều về Lực lượng Đặc nhiệm 54, đơn vị đảm trách vai trò bắn phá và bảo vệ cho cuộc đổ bộ lên Okinawa sắp diễn ra. Nó lên đường vào ngày 21 tháng 3 trong thành phần Đơn vị Đặc nhiệm 54.1.2, được hình thành chung quanh thiết giáp hạm Colorado (BB-45), và có nhiệm vụ bắn phá các khu vực hỗ trợ hải pháo 4 và 5 ngoài khơi Okinawa. Nó hộ tống bảo vệ cho chiếc thiết giáp trong suốt ngày 26 tháng 3, trong khi Colorado bắn hải pháo hỗ trợ cho lực lượng trên bộ. Trong hai ngày tiếp theo, nó bảo vệ cho lực lượng hỗ trợ hỏa lực vào ban ngày gần bờ và hộ tống rút lui ra khơi vào ban đêm. Con tàu được tiếp nhiên liệu tại Kerama Retto vào ngày 30 tháng 3 trước khi quay trở lại nhiệm vụ hộ tống bảo vệ các đơn vị chủ lực ngoài khơi hòn đảo.
Vào ngày 1 tháng 4, Willmarth đang di chuyển trong đội hình hộ tống cho Đơn vị Đặc nhiệm 54.3.2, một nhóm rút lui ban đêm được hình thành chung quanh thiết giáp hạm Idaho (BB-42), khi nhiều máy bay đối phương bay đến gần đoàn tàu. Các tàu hộ tống đã nổ súng nhắm vào những máy bay đối phương, vốn dường như không có ý định tấn công lực lượng Đồng Minh mà chỉ quấy rối để tạo tâm lý căng thẳng.
Sau đó Willmarth được cho tách ra để hộ tống cho thiết giáp hạm Arkansas (BB-33), một trong những chiến hạm cũ nhất còn hoạt động thường trực cùng hải quân. Chiếc tàu hộ tống khu trục di chuyển ra phía mạn biển trong khi chiếc thiết giáp hạm áp gần bờ hơn để bắn phá các vị trí quân Nhật đang đề kháng gần sân bay Naha. Bắt đầu từ 06 giờ 30 phút, nó bắt đầu tuần tra chống tàu ngầm bảo vệ cho Arkansas trong hơn sáu giờ, khi các khẩu đội pháo bờ biển Nhật Bản bắt đầu khai hỏa nhắm vào họ. Dàn pháo chính của chiếc thiết giáp hạm bắt đầu xoay về hướng đối thủ để phản pháo.
Vào giai đoạn đầu của cuộc đụng độ này, Willmarth ở cách Arkansas khoảng 1 mi (1,6 km) về phía Tây Nam, duy trì vị trí bảo vệ chống ngầm về phía biển. Lúc 13 giờ 23 phút, một quả đạn pháo bay ngang qua cầu tàu và rơi xuống cách con tàu 150 yd (140 m); lúc này nó chỉ có một nồi hơi hoạt động, và một nồi hơi phải tắt để sửa chữa sự rò rỉ. Con tàu gặp khó khăn trong việc di chuyển ra cách xa đối phương, nhưng nó hướng ra biển với tốc độ nhanh nhất có thể. Không lâu sau đó một quả đạn pháo khác rơi chỉ cách con tàu 15 yd (14 m), bên mạn phải phía đuôi tàu. Trong lúc tách ra xa khỏi đối thủ, con tàu cơ động lẫn tránh các quả đạn pháo đang rơi vây quanh nó; lúc này Arkansas đã đi ra bên ngoài tầm các khẩu pháo Nhật và không còn bắn trả vào đối thủ. Sau đó chiếc tàu hộ tống cũng đi ra khỏi vùng nguy hiểm mà không chịu bất kỳ hư hại hay thương vong nào.
Sau khi rút lui về Kerama Retto để tiếp nhiên liệu không lâu sau đó, Willmarth hoạt động tại trạm bảo vệ A-27 cho đến ngày 6 tháng 4, khi nó quay trở lại Kerama Retto để đưa một bệnh nhân viêm ruột thừa trên tàu đến quân y viện. Nhiều máy bay đối phương đã xuất hiện gần con tàu khi nó đi đến điểm thả neo hạm đội, và một máy bay đã bị một con tàu gần đó bắn rơi lúc 02 giờ 00. Đến 15 giờ 25 phút, khi còn cách Kerama Retto 3 dặm (4,8 km) về phía Bắc, nó phát hiện ba chiếc Aichi D3A "Val" đang tiến đến gần, một trong ba chiếc bắt đầu tách ra để cơ động tấn công. Mười phút sau, đối thủ tìm cách đâm bổ để tấn công tự sát nhắm vào Willmarth. Các khẩu pháo 3 inch (76 mm) và 1,1 inch (28 mm) bắt đầu nhắm vào kẻ tấn công, trong khi đối thủ tìm cách lẫn khuất giữa các đám mây thấp. Khi khoảng cách rút ngắn còn 2.000 thước Anh (1.800 m) các khẩu Oerlikon 20 mm bắt đầu khai hỏa; và ở khoảng cách 800 thước Anh (730 m) đã bắn rụng từng mảng cánh máy bay. Một mảng cánh dài khoảng 6 foot (1,8 m) tách rời khỏi thân, và chiếc "Val" xoáy lộn vòng xuống biển cách con tàu 20 thước Anh (18 m) bên mạn trái.
Willmarth tiến vào Kerama Retto lúc 16 giờ 10 phút; và trong khi nó chuẩn bị thả neo, chiếc tàu đổ bộ USS LST-447 ở phía Nam lối ra vào cảng bị một máy bay Kamikaze đâm trúng. Khói lửa bao trùm toàn bộ chiếc LST-447 gây trở ngại cho các nỗ lực dập lửa, và một vụ nổ thứ phát trên chiếc LST đã gây ra một lổ thủng gầb mực nước cho chiếc tàu hộ tống khu trục, khiến rò rỉ nhiên liệu; dù vậy nó vẫn cứu vớt những người sống sót từ chiếc LST và sau đó chuyển họ sang chiếc tàu vận chuyển tấn công Crescent City (APA-21). Đang khi đi đến địa điểm trả neo, Willmarth lại nổ súng nhắm vào một máy bay đối phương khác tiếp cận từ hướng Nam; hỏa lực phối hợp từ nhiều con tàu đang có mặt tại cảng đã bắn rơi chiếc máy bay.
Willmarth thả neo, chuyển bệnh nhân viêm ruột thừa lên bờ, và sửa chữa lổ thủng mạn tàu gây ra bởi đám cháy từ chiếc LST-447, rồi lên đường vào ngày hôm sau 7 tháng 4 để đi đến trạm bảo vệ A-60 gần khu vực vận chuyển ở bờ biển phía Tây Okinawa. Chuyển đến một trạm bảo vệ khác vào sáng ngày 8 tháng 4, nó hộ tống cho tàu tiếp dầu Saranac (AO-74) đi đến Kerama Retto vào ngày 9 tháng 4. Con tàu rời khu vực Okinawa vào ngày 10 tháng 4 để hộ tống một đoàn 12 tàu vận tải hướng đến Guam.

### Hộ tống Lực lượng Đặc nhiệm 30
Đi đến Guam vào ngày 14 tháng 4, Willmarth gặp trục trặc nồi hơi, nên nó phải được sửa chữa trong suốt tháng 5 và phần lớn tháng 6. Nó lên đường đi Ulithi vào ngày 28 tháng 6, và lúc đang trên đường đi nó dò được tín hiệu sonar của một tàu ngầm đối phương. Trong suốt hai ngày nó cùng với tàu khu trục Trippe (DD-403) săn tìm đối thủ nhưng không đem lại kết quả. Cuối cùng nó đi đến Ulithi vào ngày 30 tháng 6.
Khởi hành từ vũng biển Ulithi vào ngày 3 tháng 7, Willmarth hộ tống bảo vệ cho Lực lượng Đặc nhiệm 30, lực lượng tiếp vận trực thuộc Đệ Tam hạm đội dưới quyền Đô đốc William F. Halsey, vốn có nhiệm vụ đảm bảo tiếp nhiên liệu, bom đạn, tiếp liệu cùng máy bay thay thế cho Lực lượng Đặc nhiệm 38, đơn vị tàu sân bay nhanh đang tiến hành không kích các đảo chính quốc của Nhật Bản. Trong chuyến di chuyển lên phía Bắc, Willmarth làm nhiệm vụ canh phòng máy bay cho tàu sân bay hộ tống Steamer Bay (CVE-87), đồng thời bảo vệ chống tàu ngầm. Nó đã cứu vớt đội bay của một máy bay Grumman TBF Avenger bị rơi vào ngày 20 tháng 7; tuy nhiên một trong ba thành viên đội bay đã tử nạn. Hai người sống sót cùng thi thể nạn nhân được chuyển trở lại Steamer Bay cùng trong ngày hôm đó.
Willmarth sau đó chuyển sang tháp tùng để bảo vệ cho tàu sân bay hộ tống Gilbert Islands (CVE-107) vào đầu tháng 8, và tiếp tục nhiệm vụ hộ tống và bảo vệ cùng Lực lượng Đặc nhiệm 30, và vẫn đang trong vai trò này khi Nhật Bản chấp nhận đầu hàng vào ngày 15 tháng 8, giúp chấm dứt vĩnh viễn cuộc xung đột. Con tàu tiếp tục hoạt động ngoài khơi Nhật Bản cho đến giữa tháng 9, khi nó đi vào vịnh Tokyo để bảo trì, rồi cơ động để né tránh cơn bão Ida đang quét qua khu vực vào ngày 18 tháng 9. Nó rời vịnh Tokyo vào ngày 24 tháng 9 để quay trở về Hoa Kỳ, đi ngang qua Trân Châu Cảng, San Diego và kênh đào Panama để đi đến Norfolk, Virginia, nơi nó được đại tu. Công việc kéo dài sang đến tháng 10.
Được chuyển đến sông St. Johns, Green Cove Springs, Florida không lâu sau đó, Willmarth được cho chuẩn bị để ngừng hoạt động, neo đậu cùng Đội Florida trực thuộc Hạm đội 16, tiền thân của Hạm đội Dự bị Đại Tây Dương. Nó được cho xuất biên chế vào ngày 26 tháng 4, 1946, rồi được rút tên khỏi danh sách Đăng bạ Hải quân vào ngày 1 tháng 12, 1966. Con tàu được bán cho hãng North American Smelting Co. tại Wilmington, Delaware để tháo dỡ vào ngày 1 tháng 7, 1968.

## Phần thưởng
Willmarth được tặng thưởng bốn Ngôi sao Chiến trận do thành tích phục vụ trong Thế Chiến II.
|                           |  |  |
| Bronze star · Bronze star |  |  |

| Dãi băng Hoạt động Tác chiến (truy tặng)                                | Dãi băng Hoạt động Tác chiến (truy tặng) | Huân chương Chiến dịch Hoa Kỳ        | Huân chương Chiến dịch Hoa Kỳ                  |
| Huân chương Chiến dịch Châu Á-Thái Bình Dương với 4 Ngôi sao Chiến trận | Huân chương Chiến thắng Thế Chiến II     | Huân chương Chiến thắng Thế Chiến II | Huân chương Giải phóng Philippine (Philippine) |